# Rockstar New England
 (octobre 2019).
Si vous disposez d'ouvrages ou d'articles de référence ou si vous connaissez des sites web de qualité traitant du thème abordé ici, merci de compléter l'article en donnant les références utiles à sa vérifiabilité et en les liant à la section « Notes et références ».
Rockstar New England, anciennement Mad Doc Software, est un studio de développement de jeux vidéo fondé en 1999 par Ian Lane Davis, et basé à Andover dans le Massachusetts. En 2008, le studio devient une filiale de Rockstar Games.

## Jeux développés
| Titre                                 | Date de sortie | Plates-formes                                                                         |
| ------------------------------------- | -------------- | ------------------------------------------------------------------------------------- |
| Star Trek: Armada II                  | 2001           | Windows                                                                               |
| Jane's Attack Squadron                | 2002           | Gamecube, Windows, Xbox 360                                                           |
| Empire Earth: The Art of Conquest     | 2002           | Windows                                                                               |
| Dungeon Siege: Legends of Aranna      | 2003           | Windows                                                                               |
| Empire Earth II                       | 2005           | Windows                                                                               |
| Empire Earth II: The Art of Supremacy | 2006           | Windows                                                                               |
| Star Trek: Legacy                     | 2006           | Windows, Xbox 360                                                                     |
| Empire Earth III                      | 2007           | Windows                                                                               |
| Bully: Scholarship Edition            | 2008           | Windows, Xbox 360                                                                     |
| Red Dead Redemption                   | 2010           | PlayStation 3, Xbox 360                                                               |
| L.A. Noire                            | 2011           | PlayStation 3, Xbox 360                                                               |
| Max Payne 3                           | 2012           | PlayStation 3, Xbox 360, Windows                                                      |
| Grand Theft Auto V                    | 2013           | PlayStation 3, Xbox 360, PlayStation 4, Xbox One, Windows, PlayStation 5, Xbox Series |
| Red Dead Redemption 2                 | 2018           | PlayStation 4, Xbox One, Windows, Stadia                                              |